# Emmie Charayron
Emmie Charayron née le 17 janvier 1990 à Lyon est une triathlète professionnelle française, triple championne de France et championne d'Europe de triathlon courte distance.

## Biographie
Emmie Charayron remporte son premier titre international à 18 ans, en devenant championne d'Europe junior en 2008. En 2009 elle réalise un triplé en remportant les championnats de France, d'Europe et du monde de la catégorie junior et double le titre de championne d'Europe en remportant également celui de la catégorie U23 (espoir).
En 2011, elle termine à la neuvième place de la Coupe du Monde.
Emmie Charayron est licenciée à l'E.C. Sartrouville Triathlon pour la saison 2013. Elle était, auparavant, licenciée au Lagardère Paris Racing et fut formée dans le club du CRV Lyon Triathlon. Membre de l'équipe de France militaire de triathlon en faisant partie des Écoles Militaires de Draguignan (EMD), elle détient le grade de soldat de 1re classe. En 2011 elle remporte le championnat d'Europe sur distance M et le 14 juin 2012 elle est officiellement sélectionnée pour les Jeux Olympiques de Londres pour la première fois et en compagnie de Carole Péon et Jessica Harrison. Elle s'y classera dix-huitième.
Entrainée par son père jusqu'en 2014, elle décide d'entamer une collaboration avec Laurent Vidal, elle rejoint son groupe aux côtés d'Andrea Hewitt et d'Alexandra Cassan-Ferrier avec pour objectif de se qualifier aux Jeux Olympiques de 2016.
Emmie Charayron réussit à se qualifier pour les Jeux Olympiques de Rio de 2016, cependant une blessure nécessitant une opération chirurgicale, l'oblige en accord avec la fédération nationale à déclarer forfait, face à l’impossibilité d'être parfaitement rétablie et sportivement prête pour l'épreuve olympique.
En juin 2019, elle s'impose à Metz sur distance S et remporte le titre de championne de France pour la troisième fois. En juillet 2020, elle annonce qu'elle met un terme à sa carrière de triathlète. A trente ans, elle décide de se tourner vers d'autres activités.

## Palmarès
Le tableau présente les résultats les plus significatifs (podium) obtenus sur le circuit national et international de triathlon depuis 2008,.
| Année | Compétition                                        | Pays     | Position           | Temps           |
| ----- | -------------------------------------------------- | -------- | ------------------ | --------------- |
| 2019  | Championnat de France                              | France   | Médaille d'or      | 0 h 58 min 40 s |
| 2018  | Championnat de France                              | France   | Médaille de bronze | 1 h 2 min 29 s  |
| 2016  | Championnat de France                              | France   | Médaille d'or      |                 |
| 2015  | Championnat de France                              | France   | Médaille d'or      | 1 h 0 min 27 s  |
| 2015  | Championnats d'Europe de triathlon en relais mixte | Suisse   | Médaille d'or      | 1 h 25 min 21 s |
| 2013  | Championnat de France                              | France   | Médaille d'argent  | 1 h 3 min 3 s   |
| 2012  | Championnat d'Europe                               | Israël   | Médaille de bronze | 2 h 7 min 56 s  |
| 2011  | Championnat d'Europe                               | Espagne  | Médaille d'or      | 2 h 4 min 0 s   |
| 2011  | Championnat de France                              | France   | Médaille de bronze | 1 h 4 min 19 s  |
| 2011  | WTS Madrid                                         | Espagne  | Médaille de bronze | 2 h 3 min 58 s  |
| 2010  | WTS Madrid                                         | Espagne  | Médaille d'argent  | 2 h 6 min 5 s   |
| 2010  | Coupe d'Europe - l'étape à Quarteira               | Portugal | Médaille d'argent  | 2 h 6 min 12 s  |
| 2009  | Coupe d'Europe - l'étape à Quarteira               | Portugal | Médaille d'argent  | 2 h 3 min 2 s   |
| 2009  | Coupe d'Europe - l'étape à Athlone                 | Irlande  | Médaille de bronze | 2 h 0 min 15 s  |
| 2008  | Coupe d'Europe - l'étape à Alanya                  | Turquie  | Médaille d'or      | 2 h 4 min 51 s  |